# Ňárad
Ňárad (in ungherese Csiliznyárad) è un comune della Slovacchia facente parte del distretto di Dunajská Streda, nella regione di Trnava.